# Idioporus
Idioporus is een geslacht van vliesvleugeligen uit de familie Pteromalidae. De wetenschappelijke naam van dit geslacht is voor het eerst geldig gepubliceerd in 1997 door LaSalle & Polaszek.

## Soorten
Het geslacht Idioporus is monotypisch en omvat slechts de volgende soort:
- Idioporus affinis LaSalle & Polaszek, 1997